# Danuta Szaflarska

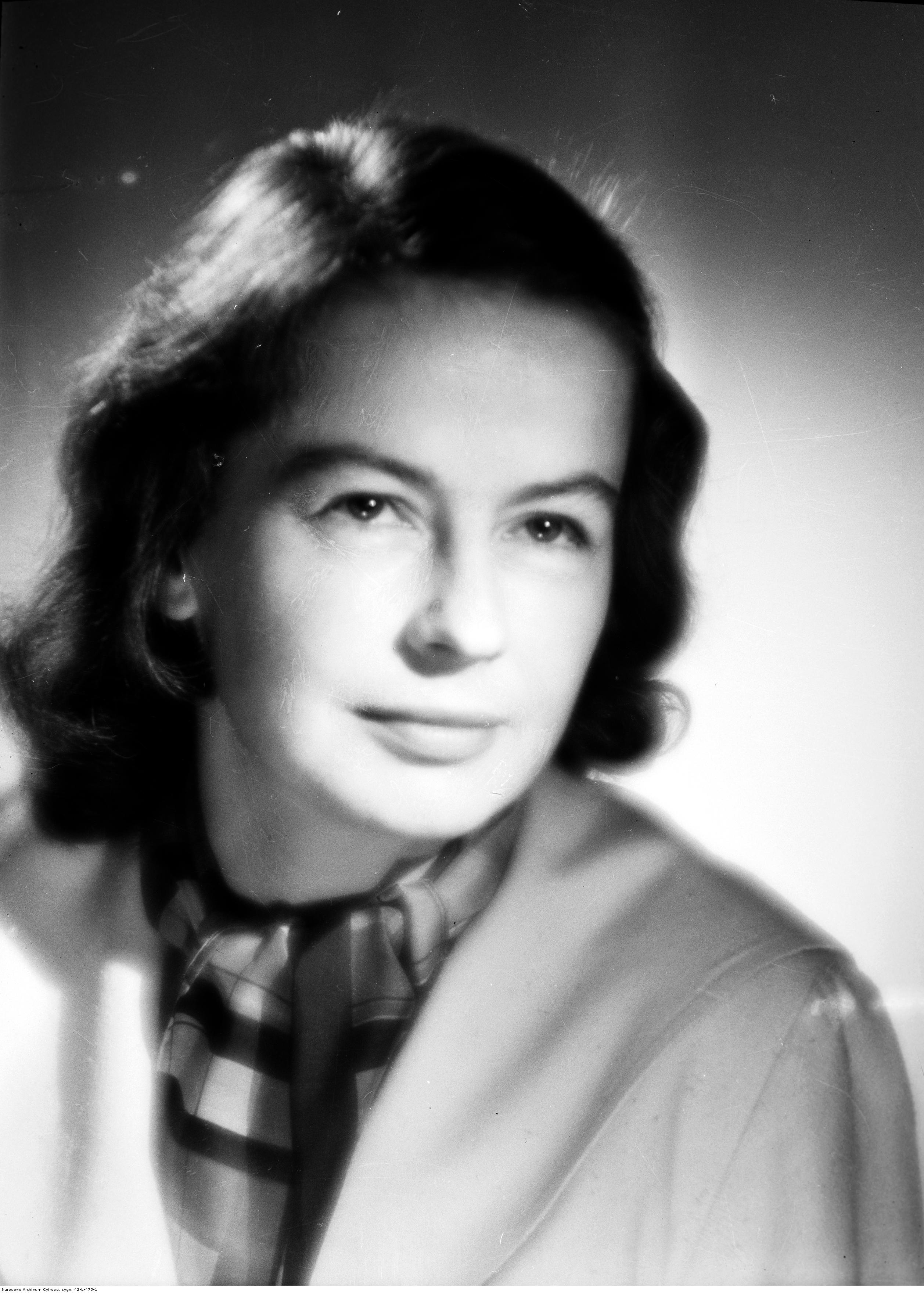
Danuta Szaflarska

Danuta Szaflarska (* 6. Februar 1915 in Kosarzyska bei Nowy Sącz; † 19. Februar 2017 in Warschau) war eine polnische Schauspielerin.

## Leben
Danuta Szaflarska beendete ihr Schauspielstudium kurz vor Beginn des Zweiten Weltkriegs 1939 an dem Państwowy Instytut Sztuki Teatralnej. Ihr erstes Theaterengagement erhielt sie 1939 am Teatr Polski in Wilna. 1941 kam sie zurück nach Warschau und spielte bis 1943 in einem Untergrundtheater. Danach spielte sie bis zum Kriegsende für ein Fronttheater der Armia Krajowa. 1944 nahm sie aktiv am Warschauer Aufstand teil. Nach Kriegsende spielte sie zunächst am Teatr Stary in Krakau und ab 1949 in Warschauer Theatern: Teatr Współczesny (1949–1954) und Teatr Narodowy (1954–1966). Ab 1966 bis 1985 gehörte sie dem Ensemble des Dramatischen Theaters der Hauptstadt Warschau an, später hatte sie Gastauftritte an verschiedenen Theatern und in den Jahren 2010–2016 war sie Schauspielerin an TR Warszawa.
Ihre Filmarbeit begann 1946 mit dem Film Dwie Godziny, der allerdings erst 1957 zur Aufführung kam. 1946 spielte sie außerdem die Hauptrolle in Leonard Buczkowskis legendärem Film über die deutsche Besatzungszeit in Warschau mit dem Titel Zakazane Piosenki. Danuta Szaflarska spielte in unregelmäßigen Abständen in Filmen, konzentrierte sich jedoch vor allem auf die Theaterarbeit. Erst ab den 1990er Jahren spielte sie häufiger in Filmen, meist Nebenrollen älterer Damen. Für die Hauptrolle in Pora umierać von Dorota Kędzierzawska wurde sie 2007 auf dem Polnischen Filmfestival in Gdynia mit dem Preis der besten Hauptdarstellerin ausgezeichnet. 2008 erhielt sie den Polnischen Filmpreis für die gleiche Rolle. 2009 wurde sie für den Film Ile waży koń trojański? mit dem Polnischen Filmpreis in der Kategorie Beste Nebendarstellerin ausgezeichnet.

## Filmografie (Auswahl)
- 1947: Zakazane piosenki – Regie: Leonard Buczkowski
- 1951: Warschauer Premiere (Warszawska premiera) – Regie: Jan Rybkowski
- 1960: Die unvergessene Nacht (Dziś w nocy umrze miasto) – Regie: Jan Rybkowski
- 1961: Ludzie z pociągu – Regie: Kazimierz Kutz
- 1962: Dom bez okien – Regie: Stanisław Jędryka
- 1980: Der grüne Vogel – Regie: István Szabó (mit Hannelore Elsner)
- 1982: Dolina Issy – Regie: Tadeusz Konwicki
- 1990: Korczak – Regie: Andrzej Wajda
- 1991: Diabły, Diabły – Regie: Dorota Kędzierzawska
- 1993: Pożegnanie z Marią – Regie: Filip Zylber
- 1995: Faustyna – Regie: Jerzy Łukaszewicz
- 1998: Nic – Regie: Dorota Kędzierzawska
- 1999: Der Alchemist und die Jungfrau – Regie: Zoltán Kamondi
- 1999: Tydzień z życia mężczyzny – Regie: Jerzy Stuhr
- 2001: Przedwiośnie – Regie: Filip Bajon
- 2007: Pora umierać – Regie: Dorota Kędzierzawska
- 2008: Ile waży koń trojański? – Regie: Juliusz Machulski
- 2012: Pokłosie – Regie: Władysław Pasikowski